# Jesmond
Jesmond är en stadsdel i Newcastle upon Tyne, i distriktet Newcastle upon Tyne, i grevskapet Tyne and Wear, i England. Jesmond var en civil parish fram till 1914 när blev den en del av Newcastle upon Tyne. Civil parish hade 21 367 invånare år 1911.